# Regno di Northumbria
Il regno di Northumbria, o in italiano Nortumbria (in inglese antico: Norþanhymbra Rīċe; in latino Regnum Northanhymbrorum), fu uno dei sette regni anglosassoni esistiti tra gli inizi del VII secolo e il X secolo. Situato nell'attuale Inghilterra settentrionale e Scozia sudorientale, il nome del regno deriva dall'antico inglese Norþan-hymbre, il cui significato è "il popolo o la provincia a nord dell'Humber", in contrapposizione alla gente meridionale dell'estuario dell'Humber.
La Northumbria iniziò a consolidarsi alla stregua di un vero regno all'inizio del VII secolo, quando i due precedenti territori centrali di Deira e Bernicia entrarono in un'unione dinastica. Al suo apice, il regno si sviluppava tra l'Humber e il Peak District e dal fiume Mersey a sud fino al Firth of Forth (ora in Scozia) a nord. La Northumbria cessò di essere un'entità indipendente a metà del X secolo, quando Deira fu conquistata dai danesi e diede vita al Regno di York. L'influente contea di Bamburgh mantenne il controllo della Bernicia per un certo lasso temporale, fino a quando l'area a nord del Tweed fu assorbita dal Regno di Scozia. La parte a sud del Tweed confluì nel Regno d'Inghilterra, specificatamente nella contea di Northumberland e quella palatina di Durham.

## Storia

### Possibili origini celtiche

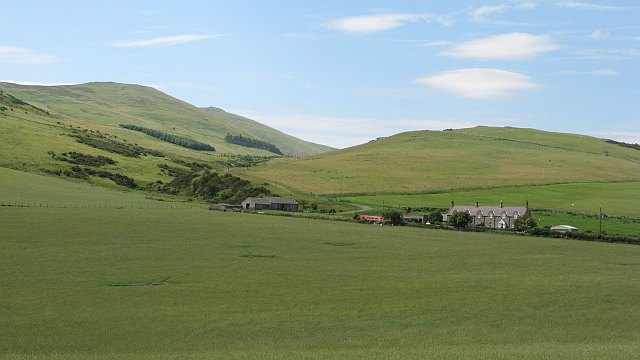
Le colline di Yeavering, le quali ospitavano una fortezza di collina di epoca pre-romana

Il regno anglosassone della Northumbria si componeva in origine di due regni divisi approssimativamente intorno al fiume Tees: quello di Bernicia, a nord del fiume, e di Deira, a sud. È possibile che entrambi i regni fossero nati su iniziativa dei Britanni, una popolazione celtica che i coloni germanici in seguito sottomisero, malgrado siano reperibili pochissime informazioni sulla società e sulla cultura dell'epoca dei Britanni. Gran parte delle prove oggi disponibili va rintracciata nei toponimi regionali, i quali sono di natura britanna e non anglosassone. Anche i nomi "Deira" e "Bernicia" potrebbero avere la stessa origine, circostanza che indicherebbe che alcuni toponimi non scomparvero dopo le migrazioni anglosassoni in Northumbria. Esistono inoltre alcune prove archeologiche a sostegno delle origini britanne delle entità politiche di Bernicia e Deira. In quella che sarebbe stata la Bernicia meridionale, presso le Cheviot Hills, è probabile che una fortezza di collina a Yeavering chiamata Yeavering Bell avesse funto da essenziale punto di interesse prima per gli Angli e poi per i Sassoni. Il sito è di epoca pre-romana, in quanto risale all'età del ferro e al I millennio a.C. circa. Oltre alle tracce dell'occupazione romana, sul sito si rintracciano resti di edifici in legno antecedenti all'insediamento germanico nell'area, una plausibile testimonianza dell'insediamento britanno. Brian Hope-Taylor ha fatto risalire le origini del nome Yeavering, che sembra ingannevolmente inglese, al gafr britanno riferito dallo storico medievale Beda il Venerabile con riguardo a una cittadina chiamata Gefrin nella stessa zona. Yeavering continuò a costituire un centro politico di un certo peso dopo che gli anglosassoni iniziarono a stabilirsi nel nord, poiché il re Edvino risiedeva in una fortezza localizzata a Yeavering.
Nel complesso, i toponimi inglesi abbondano nella geografia della Northumbria, lasciando trapelare la prevalenza di una cultura d'élite anglosassone nel momento in cui lo storico Beda scriveva, ovvero nell'VIII secolo. Stando a quest'ultimo, gli Angli si imposero sugli altri popoli germanici che si stabilirono a nord dell'Humber e guadagnarono importanza politica durante questo periodo di tempo. Mentre i nativi potrebbero essere stati parzialmente assimilati alla struttura politica della Northumbria, fonti testuali relativamente contemporanee come la Historia ecclesiastica gentis Anglorum di Beda descrivono la convivenza tra Northumbriani e Britanni difficile.

### Unificazione di Bernicia e Deira

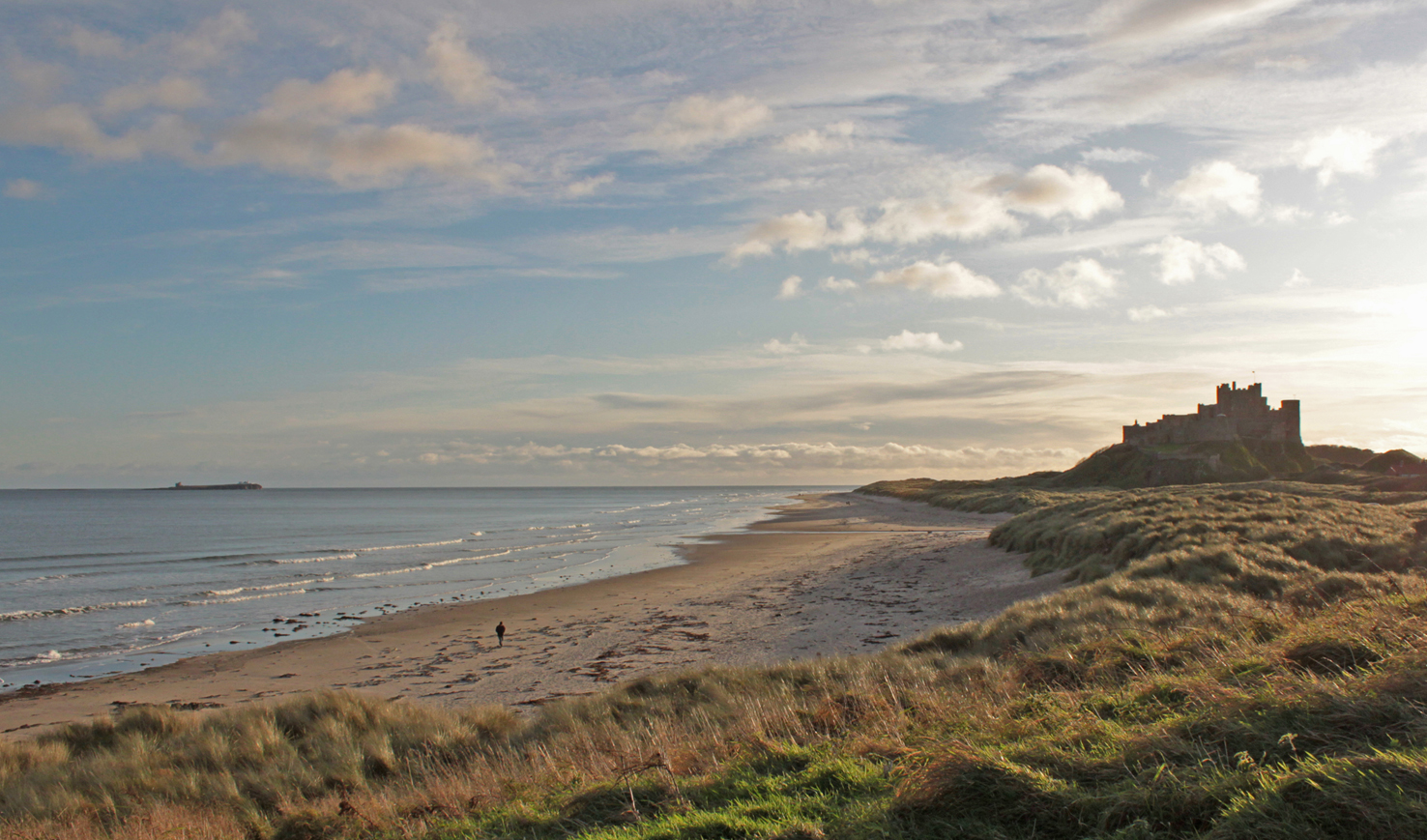
Spiaggia nei pressi del castello di Bamburgh, antica capitale del regno di Bernicia prima della sua fusione con quello di Deira

I regni anglosassoni di Bernicia e Deira risultarono spesso in conflitto prima della loro futura unificazione semi-permanente nel 654. Il potere politico a Deira si concentrava in una porzione dello Yorkshire che includeva York, la valle omonima e una parte a nord dell'insediamento. Il cuore politico della Bernicia si sviluppava intorno a Bamburgh e Lindisfarne, Monkwearmouth e Jarrow, e in Cumbria, a ovest dei monti Pennini nell'area intorno a Carlisle. Il nome con cui divenne nota l'unione delle due entità, ovvero Northumbria, potrebbe essere stato coniato da Beda e reso popolare tramite le sue opere.
Le informazioni sulle prime genealogie reali su Bernicia e Deira si devono a Beda e alla Historia Brittonum del cronista gallese Nennio. Secondo quest'ultimo, la genealogia reale bernicia vedeva Ida come capostipite, figlio a sua volta di Eoppa. Ida regnò per dodici anni (dal 547 al 559) e riuscì nell'intento di annettere Bamburgh alla Bernicia. Nella genealogia di Deira di Nennio, un re di nome Soemil fu il primo a separare Bernicia e Deira, evento che potrebbe lasciare intuire che strappò il regno di Deira ai Britanni. La data di questa presunta separazione risulta sconosciuta. Il primo re di Deira a venire menzionato nella Historia Ecclesiastica Gentis Anglorum di Beda è Aella, il padre del primo re cristiano della Northumbria Edvino.
Etelfrido, uno dei sovrani di Bernicia e nipote di Ida, fu il primo a unire le due realtà sotto il suo dominio. Per riuscire nell'intento, esiliò Edvino di Deira relegandolo alla corte di Redvaldo, in Anglia orientale. Tuttavia, Edvino fece ritorno nel 616 circa per conquistare la Northumbria con l'aiuto di Redvaldo. Edvino, che regnò dal 616 al 633 circa, risultò uno degli ultimi re della linea di Deira a regnare su tutta la Northumbria. Sotto la sua amministrazione, l'isola di Man e le terre di Gwynedd nel Galles settentrionale furono incorporate nella Northumbria. Edvino sposò Etelburga, una principessa cristiana del Kent nel 625. L'uomo si convertì al cristianesimo due anni più tardi, dopo una fase di intense contestazioni e consultazioni con numerosi dei suoi fedelissimi. Edvino cadde in battaglia nel 633 contro Cadwallon di Gwynedd e il pagano Penda di Mercia. Dopo la sua morte, fu venerato come santo e martire.
Fu Osvaldo di Bernicia (634 circa-642) che riuscì finalmente a rendere la fusione più stabile. Osvaldo aveva rivestito il ruolo di monarca di Bernicia prima di recuperare il possesso del regno di Deira dopo aver sconfitto Cadwallon nel 634. Al comando della Northumbria fino alla sua morte nel 642 e cristiano devoto, lavorò instancabilmente per diffondere la religione nella sua terre tradizionalmente pagane; durante il suo mandato vide infatti la luce il monastero di Lindisfarne. Osvaldo perse la vita nel corso della battaglia di Maserfield, combattuta ancora una volta contro Penda di Mercia nel 642. Come Edvino, Osvaldo fu venerato come santo dopo la sua morte.
Il fratello di Osvaldo, Oswiu, alla fine gli subentrò al trono della Northumbria, nonostante i tentativi iniziali da parte di Deira di ritirarsi di nuovo dal rapporto di convivenza. Egli riuscì dove Edwin e Oswald fallirono quando, nel 655, uccise Penda durante la battaglia di Winwaed; a seguito di tale evento, divenne il primo monarca della Northumbria a controllare anche il regno di Mercia. Durante il suo dominio, presiedette il sinodo di Whitby, un tentativo di riconciliare le differenze religiose tra il cristianesimo romano e celtico, in cui alla fine parteggiò per Roma. Oswiu morì di una malattia sconosciuta nel 670 e divise i regni Deira e Bernicia tra due dei suoi figli. Sebbene la linea bernicia alla fine divenne quella regnante della Northumbria, una serie di funzionari in veste mascherata di vice-ré in Deria continuò a sopravvivere dopo Osvaldo, se si pensa a Osvino (un parente di Edvino assassinato da Oswiu nel 651), Etelvaldo (ucciso in battaglia nel 655) e Aldfrith (figlio di Oswiu, che scomparve dopo il 664). Sebbene sia Etelvaldo che Aldfrith fossero dei parenti di Oswiu che potrebbero aver ricevuto da lui il loro status di vice-ré, entrambi sfruttarono gli ideali separatisti di Deira per cercare di ripristinare la loro indipendenza. Alla fine, nessuno dei due ebbe successo nel compito e il figlio di Oswiu, Egfrido, vide l'unione in Northumbria cristallizzarsi ancor di più.
Mentre i conflitti violenti tra Bernicia e Deira giocarono un ruolo significativo nel determinare quale discendenza alla fine guadagnò la supremazia in Northumbria, anche le alleanze matrimoniali contribuirono a legare insieme questi due territori. Etelfrido sposò la sorella di Edvino Acha, anche se quest'unione fece ben poco per prevenire futuri litigi tra i cognati e i loro eredi. Il governo di Etelfrido si distinse subito per le sue numerose vittorie sui britanni e sui gaeli. Il secondo matrimonio misto ebbe maggiore fortuna, con Oswiu che sposò la figlia di Edvino e cugina Enfleda; la donna diede alla luce Egfrido, progenitore della linea northumbriana. Tuttavia, Oswiu ebbe un'altra relazione con una donna irlandese di nome Fina che generò Aldfrith, una figura le cui origini apparivano controverse. Nel suo Vita e miracoli di san Cutberto, Beda dichiarava che Aldfrith, conosciuto come Fland tra gli irlandesi, era illegittimo e quindi non idoneo a governare.

### Northumbria e insediamento norreno

L'Inghilterra nell'878. La sezione indipendente dell'ex regno di Northumbria (giallo) era a nord del Danelaw (rosa)

Le invasioni dei Vichinghi del IX secolo e l'istituzione del Danelaw divisero ancora una volta la Northumbria. Sebbene focalizzate principalmente sulle province meridionali dell'Inghilterra, la Cronaca anglosassone (in particolare le recensioni D ed E) fornisce alcune informazioni sui conflitti della Northumbria con i Vichinghi alla fine dell'VIII e all'inizio del IX secolo. Stando a tale fonte, le razzie iniziarono a colpire la Northumbria quando un gruppo di invasori attaccò Lindisfarne nel 793. Dopo questa prima serie di devastazioni, non si ha notizia di incursioni in Northumbria per gran parte dell'inizio del IX secolo, ragion per cui è lecito desumere che o esse furono sporadiche oppure non ebbero mai luogo. Tuttavia, nell'865 la cosiddetta grande armata danese sbarcò nell'Anglia orientale e inaugurò una lunga campagna di conquista. La grande armata combatté in Northumbria nell'866-867, assaltando York due volte in meno di dodici mesi. Dopo l'attacco iniziale, i norreni partirono per andare a nord, lasciando che i re Aelle e Osberht riconquistassero la città. La testimonianza fornita dalla Cronaca anglosassone lascia intendere che la Northumbria fosse particolarmente vulnerabile in quel momento, in quanto si stava combattendo una guerra civile alla fine della quale Osberht risultò deposto in favore di Aelle. Nella seconda ondata di razzie, i Vichinghi uccisero i re della Northumbria Aelle e Osberht e si riaffermarono nella capitale.
Dopo che Alfredo il Grande ristabilì il controllo dell'Inghilterra meridionale, gli attaccanti norreni si stabilirono in quello che divenne noto come Danelaw e che includeva le Midlands, l'Anglia orientale e la fetta meridionale della Northumbria. In quest'ultima, i Vichinghi diedero vita al Regno di Jórvík, i cui confini erano approssimativamente il fiume Tees e l'Humber e si sviluppavano grosso modo su quanto comprendeva la vecchia Deira. Anche se questo regno cadde in mano ai colonizzatori danesi e norreni negli anni 920 e fu in costante conflitto con gli espansionisti sassoni occidentali del sud, sopravvisse fino al 954, quando l'ultimo sovrano scandinavo Erik, solitamente identificato come Erik Ascia Insanguinata, fu scacciato e infine ucciso.
La grande armata non ebbe però grande fortuna nella conquista del territorio a nord del fiume Tees. Delle lotte che coinvolsero quella zona non ne giunge traccia, così come di una duratura occupazione dei Norreni. Sono pochissimi i toponimi scandinavi che indicano un significativo insediamento nordico nelle regioni settentrionali della Northumbria. Il panorama politico dell'area a nord del Tees durante la conquista vichinga della Northumbria era costituito dalla comunità di san Cutberto e dai discendenti dell'élite locale presenti ancora nella regione.
Tra i comandanti della grande armata danese rientrava Halfdan Ragnarsson nell'865. Egli si spinse in Northumbria presumibilmente desiderando vendetta per la morte di suo padre, ucciso da Aelle II. Quando gestì praticamente da solo la Northumbria per circa un anno nell'876, installò Egberto sul trono come re-cliente: questi detenne il potere dall'867 all'872. Durante il suo dominio avvenne il "pellegrinaggio" della comunità religiosa di san Cutberto per un secolo, dopo che Halfdan attaccò la loro antica residenza Lindisfarne nell'875. La Historia de Sancto Cuthberto indica che i monaci si stabilirono temporaneamente a Chester-le-Street tra gli anni 875-883 su un terreno concesso loro dal re vichingo di York, Guthred. Stando al resoconto del XII secolo Historia Regum, Guthred concesse loro questa terra in cambio del loro appoggio alla sua nomina a sovrano. La terra si estendeva dal Tees al Tyne e chiunque vi si trasferisse da nord o da sud avrebbe beneficiato di un posto in un convento qualunque per 37 giorni, segno che la comunità di san Cutberto godeva di una certa autonomia giuridica. Sulla base della loro posizione e di questo diritto di santuario, questa comunità potrebbe aver agito da cuscinetto tra i norreni nella Northumbria meridionale e gli anglosassoni che continuavano a tenere il nord. Halfdan fu ucciso nell'877 mentre cercava di riprendere il controllo su Dublino, in Irlanda, una terra che governava dall'875. Non rimasero più re vichinghi in Northumbria fino a quando Guthred subentrò nell'883.
A nord del fiume Tyne, i northumbriani mantennero un controllo politico parziale a Bamburgh. Il dominio dei re continuò in quell'area con Egberto I in qualità di reggente intorno all'867 e dei suoi immediati successori Ricsige e Egberto II. Secondo lo storico del XII secolo Simeone di Durham, Egberto I era un sovrano cliente dei norreni. I northumbriani si ribellarono contro di lui nell'872, deponendolo in favore di Ricsige. Dopo la morte di Halfdan (877 circa), nonostante le recensioni A ed E della Cronaca anglosassone avessero riferito che Halfdan fu in grado di prendere il controllo di Deira e bloccare un gruppo di razziatori a nord del fiume Tyne per imporre il suo dominio sulla Bernicia nell'874, i norvegesi ebbero difficoltà a preservare il territorio nel nord della Bernicia. Ricsige e il suo successore Egberto riuscirono a mantenere una presenza inglese in Northumbria. A seguito del regno di Egberto II, Eadulfo, "re dei Sassoni del Nord" (al potere dal 890 al 912), gli succedette per il controllo di Bamburgh. Dopo Eadulfo, il dominio di quest'area passò ai conti che potrebbero anche essere stati imparentati con gli ultimi discendenti della casa reale di Northumbria.

### Ultimi anni e assimilazione al Regno d'Inghilterra
Atelstano dominò in qualità di sovrano degli anglosassoni dal 924 al 927 e in veste di re degli inglesi dal 927 al 939. Il mutamento del suo titolo rifletteva quanto accadde nel 927, ovvero la sottomissione del regno vichingo di York, in precedenza parte del Regno della Northumbria. Il suo regno fu piuttosto prospero e vide grandi progressi in molti campi come il diritto ed economia, ma fu anche caratterizzato da frequenti scontri con gli scozzesi e i vichinghi. Atelstano morì nel 939, evento a cui fece seguito la riconquista vichinga di York. Il monarca resta unanimemente considerato uno dei più grandi re anglosassoni per i suoi sforzi per consolidare la sua isola e per via della prosperità che contraddistinse il suo dominio.
La parentesi finale di vita della Northumbria come regno avvenne durante il dominio di Erik di York. All'inizio del Novecento, gli storici lo identificarono con il re norvegese Erik Ascia Insanguinata. Egli amministrò in due brevi occasioni la Northumbria, cioè dal 947 al 948 e dal 952 al 954. La documentazione storica sul suo regno resta scarsa, ma pare che scacciò i sovrani inglesi e vichinghi della Northumbria nel 947, che poi riconquistò la terra nel 948 o 949. Erik riprese il trono nel 952, solo per essere nuovamente deposto nel 954. Erik di York fu l'ultimo re danese della Northumbria; dopo la sua morte nel 954, Edredo del Wessex spogliò il regno del suo status di indipendenza e rese la terra parte dell'Inghilterra. Edredo era il fratellastro di Atelstano e di Edmondo del Wessex, tutti figli di Edoardo il Vecchio. Già nominalmente sovrano della Northumbria dal 946 quando successe Edmondo, Edredo aveva affrontato la minaccia di regni vichinghi indipendenti sotto Amlaíb Cuarán ed Erik Ascia Insanguinata per anni.

## Politica
Tra il 737 e l'806, in Northumbria si susseguirono dieci re, tutti assassinati, deposti, esiliati o diventati monaci. Tra Oswiu, primo re di Northumbria nel 654, ed Erik Ascia Insanguinata, l'ultimo attivo nel 954, si susseguono 45 monarchi, il che significa che la durata media del regno durante l'intera esistenza della Northumbria ammontava a soli sei anni e mezzo. Dei 25 re antecedenti all'approdo dei danesi, solo 4 morirono per cause naturali. Chi non abdicò per abbracciare il monachesimo affrontò la deposizione, l'esilio o l'assassinio. I re durante il dominio danese della Northumbria esercitavano spesso il proprio potere su altre terre nel mare del Nord o dell'Impero danese, agendo invece in alcuni casi come governanti insediati.
La successione in Northumbria avveniva in via ereditaria: ciò lasciò i principi i cui padri morirono prima che potessero raggiungere la maggiore età particolarmente esposti all'assassinio e all'usurpazione. Un esempio degno di nota di questo fenomeno è Osredo, il cui padre Aldfrith morì nel 705, lasciando il giovane a governare. Sopravvissuto a un tentativo di assassinio nelle fasi iniziali della sua amministrazione, cadde vittima di un altro agguato all'età di 19 anni. Durante i suoi anni al potere, fu adottato sotto l'ala di Vilfrido, un potente vescovo. L'influenza ecclesiastica nella corte reale non era un fenomeno insolito in Northumbria, essendo di solito più visibile durante il regno di personaggi giovani o inesperti. Allo stesso modo, gli aldermanni, o consiglieri reali, vedevano aumentare o diminuire la propria influenza in Northumbria a seconda del signore dominante.

### Guerra

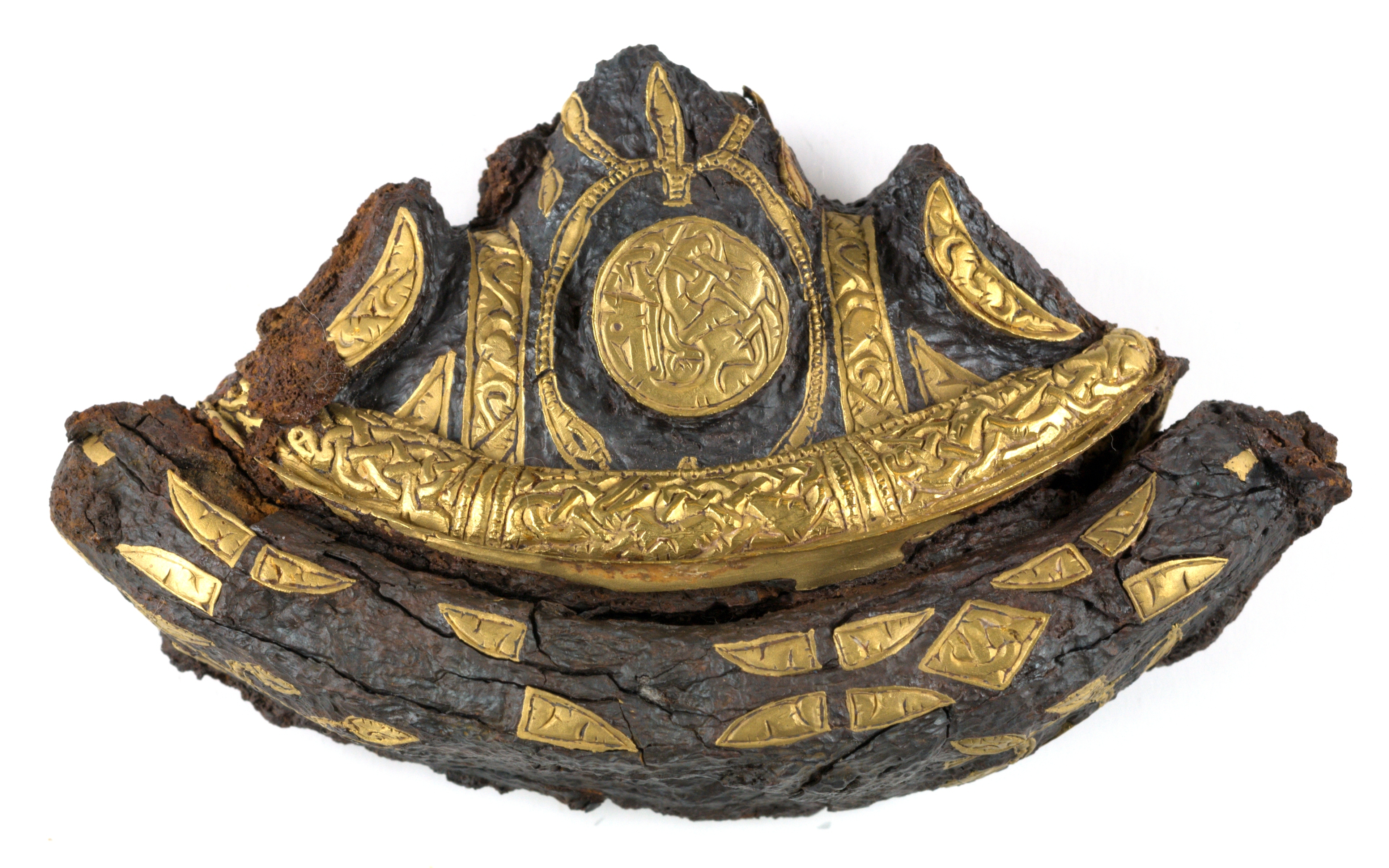
Pomo della spada dal tesoro di Bedale, intarsiato con lamina d'oro

La guerra in Northumbria prima del periodo danese si contraddistinse in gran parte per la rivalità con i pitti del nord. I northumbriani ebbero successo contro di loro fino alla battaglia di Dunnichen nel 685, la quale arrestò la loro espansione a nord e stabilì un confine tra i due regni. Durante il periodo danese, si susseguirono scontri tra i northumbriani e altri regni inglesi.

### Pubblica amministrazione
Dopo che gli inglesi del Wessex assorbirono i territori governati dai danesi nella parte meridionale dell'antico regno, le invasioni scozzesi ridussero la Northumbria a una contea che si estendeva dal fiume Tees al Tweed. La sopravvissuta contea di Northumbria fu poi contesa tra i regni emergenti di Inghilterra e Scozia, per essere divisa infine all'incirca a metà lungo il corso del Tweed.

## Religione

### Britannia romana e post-romana
In epoca romana, alcuni britanni a nord dell'Humber abbracciarono il cristianesimo. D'altronde, York aveva già un vescovo attivo nel IV secolo. Dopo la partenza dei romani, all'inizio del V secolo, il cristianesimo non scomparve, ma convisse con il paganesimo celtico e forse con altri culti ancora. Gli anglosassoni portarono con sé le proprie credenze e pratiche legate al culto tradizionale dalla Germania quando si stabilirono nella regione. A Yeavering, nel regno di Bernicia, gli scavi hanno portato alla luce prove di un santuario pagano, sacrifici animali e sepolture rituali.

### Conversione degli anglosassoni al cristianesimo
Il primo re di Northumbria a convertirsi al cristianesimo fu Edvino, che ricevette il battesimo alla presenza di Paolino, nel 627. Poco dopo, molti dei suoi seguirono la sua conversione alla nuova fede, riabbracciando però i riti tradizionali quando il monarca fu ucciso nel 633. Paolino conservò in carica come vescovo di York per un anno soltanto.
La conversione duratura della Northumbria avvenne sotto la guida del religioso irlandese Aidano. Egli convertì re Osvaldo di Northumbria nel 635, prodigandosi poi per tentare di convertire la popolazione. Osvaldo trasferì la sede vescovile da York a Lindisfarne.

### Monasteri e figure clericali di spicco
Il monastero di Lindisfarne fu fondato da Aidano nel 635 e basato sulle pratiche del monastero di Colombano di Bobbio situato a Iona, in Scozia. La sede del vescovado si trasferì a Lindisfarne, spostamento che lo rese il centro religioso principale della Northumbria. Il vescovado non avrebbe lasciato Lindisfarne e non sarebbe tornato nella sua posizione originale a York fino al 664. Per tutto l'VIII secolo, Lindisfarne rimase associata a personaggi importanti: Aidano, il fondatore, Vilfrido, un grande oppositore dei pagani, e Cutberto, un membro dell'ordine ed eremita, ricoprirono tutti i ruoli di vescovi e poi furono dichiarati santi. Aidano aiutò Hieu, una badessa irlandese che affrontò dopo la sua morte il processo di santificazione, a fondare il suo monastero doppio a Hartlepool.
La cultura cristiana della Northumbria fu influenzata dal continente e dall'Irlanda. Inoltre, Vilfrido si recò a Roma e abbandonò le tradizioni della Chiesa celtica a favore delle pratiche romane. Quando tornò in Inghilterra, divenne abate di un nuovo monastero a Ripon nel 660. Vilfrido sostenne in prima persona l'accettazione dell'autorità di Roma al sinodo di Whitby. Le due metà del doppio monastero di Monkwearmouth-Jarrow furono fondate dal nobile Benedetto Biscop nel 673 e nel 681. Biscop assunse le vesti di primo abate del monastero e si recò a Roma sei volte per acquistare libri da conservare nella sua biblioteca. Il suo successore, l'abate Ceolfrid, continuò ad ampliare la collezione di testi, finché non giunse a possedere più di duecento volumi. Tra le personalità di spicco di epoca successiva che si recarono nella biblioteca e poterono prendere visione dei testi rientrava Beda il Venerabile.
All'inizio del VII secolo, a York, Paolino fondò una scuola e una cattedrale, però non un monastero. L'istituto di York Minster resta ad oggi una delle più antiche d'Inghilterra. Alla fine dell'VIII secolo, la scuola aveva una biblioteca degna di nota, stimata in cento volumi. Alcuin figurò tra gli studenti e insegnanti a York prima di partire per la corte di Carlo Magno nel 782.

### Sinodo di Whitby

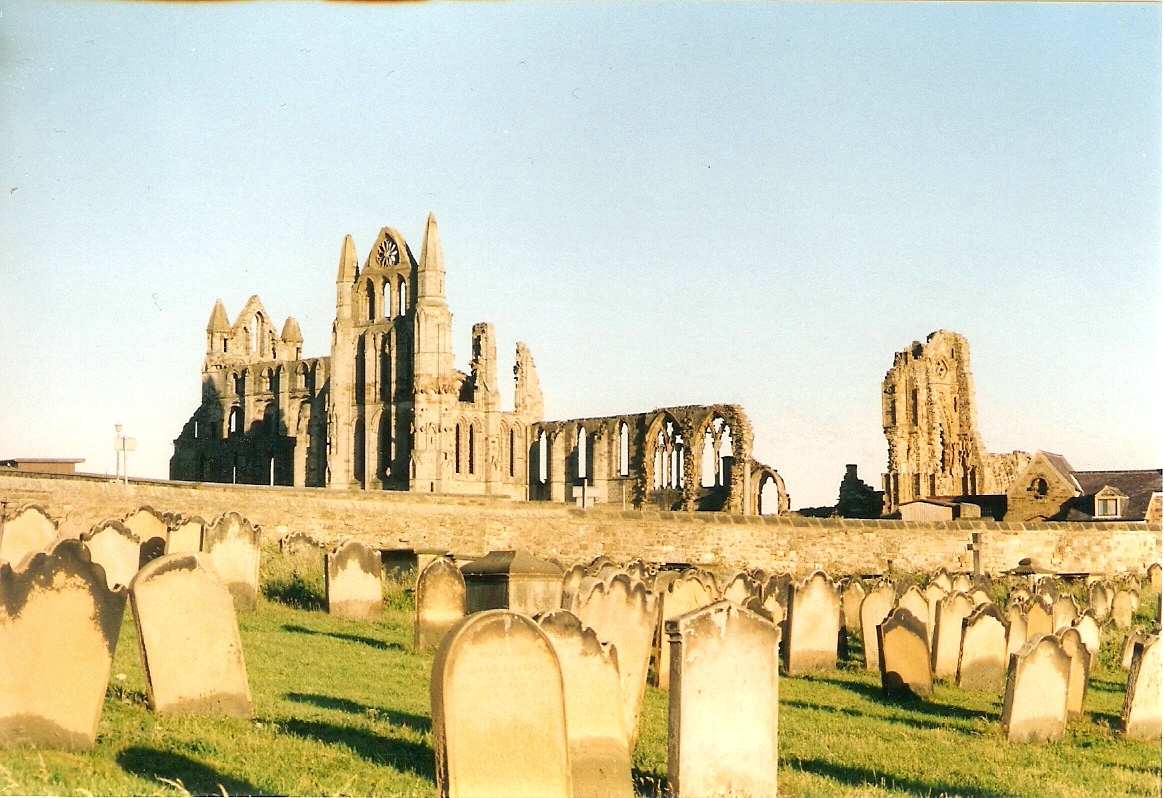
Rovine dell'abbazia di Whitby, dove si svolse il sinodo

Nel 664, il re Oswiu convocò il sinodo di Whitby per determinare se seguire le usanze romane o irlandesi. Dal momento che la Northumbria si convertì al cristianesimo abbandonando il clero celtico, la tradizione celtica per determinare la data di Pasqua e la tonsura irlandese furono appoggiate da molti, in particolare dall'abbazia di Lindisfarne. Il cristianesimo romano era rappresentato anche in Northumbria da Vilfrido, abate di Ripon. Entro l'anno 620, entrambe le parti associavano l'osservanza pasquale dell'altra corrente al pelagianesimo. Desideroso di chiudere la disputa, il re decise a Whitby che il rito romano sarebbe stato adottato in tutta la Northumbria, portando così la regione in linea con l'Inghilterra meridionale e l'Europa occidentale. I membri del clero che si rifiutarono di conformarsi, compreso il vescovo celtico Colman di Lindisfarne, fecero ritorno a Iona. La sede episcopale della Northumbria si trasferì da Lindisfarne a York, che in seguito divenne arcivescovado nel 735.

### Impatto degli scandinavi
L'attacco vichingo a Lindisfarne nel 793 fu la prima di molte incursioni nei monasteri della Northumbria. L'evangeliario di Lindisfarne sopravvisse, ma la cultura monastica in Northumbria entrò in una fase di declino all'inizio del IX secolo. I ripetuti assalti vichinghi ai centri religiosi risultarono una delle ragioni della diminuzione della produzione di manoscritti e della cultura monastica comunale.
Dopo l'867, la Northumbria passò sotto il controllo delle forze scandinave e si susseguì un afflusso di immigrati da quella zona geografica. Rimasti fedeli al loro culto, quando all'interno del regno di Jórvík cessarono le incursioni e la guerra, non vi sono prove che la presenza di coloni scandinavi abbia interrotto il cristianesimo. Si assistenze anzi a una graduale adozione di quest'ultima fede, non senza passare per una mescolanza con gli elementi norreni. Un esempio di questa fase storica evince se si tiene conto di monumenti in pietra scolpita e croci ad anello come quella di Gosforth. Durante il IX e il X secolo, si assistette un aumento del numero di parrocchie, spesso accompagnate da sculture in pietra che incorporavano disegni scandinavi.

## Economia

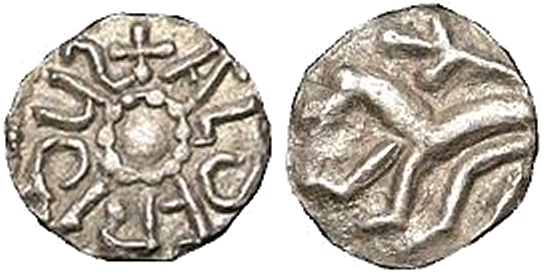
Sceatta d'argento di Aldfrith di Northumbria (686-705). Sulla testa si legge: +AldFRIdUS, pellet-in-annulet; sulla croce si ammira un leone con coda biforcuta in piedi a sinistra

L'economia del Northumbria si incentrava sull'agricoltura e sull'allevamento di bestiame: dal settore primario dipendeva dunque il commercio locale. Verso la metà dell'800, il sistema dei campi aperti era forse la modalità di coltivazione preminente. Come il grosso dell'Inghilterra orientale, la Northumbria esportava grano, argento, pelli e schiavi. Le importazioni dall'estero includevano olio, beni di lusso e forniture clericali nel 700. Soprattutto dopo il 793, incursioni, doni e scambi con gli scandinavi generarono sostanziali legami economici attraverso il mare del Nord.

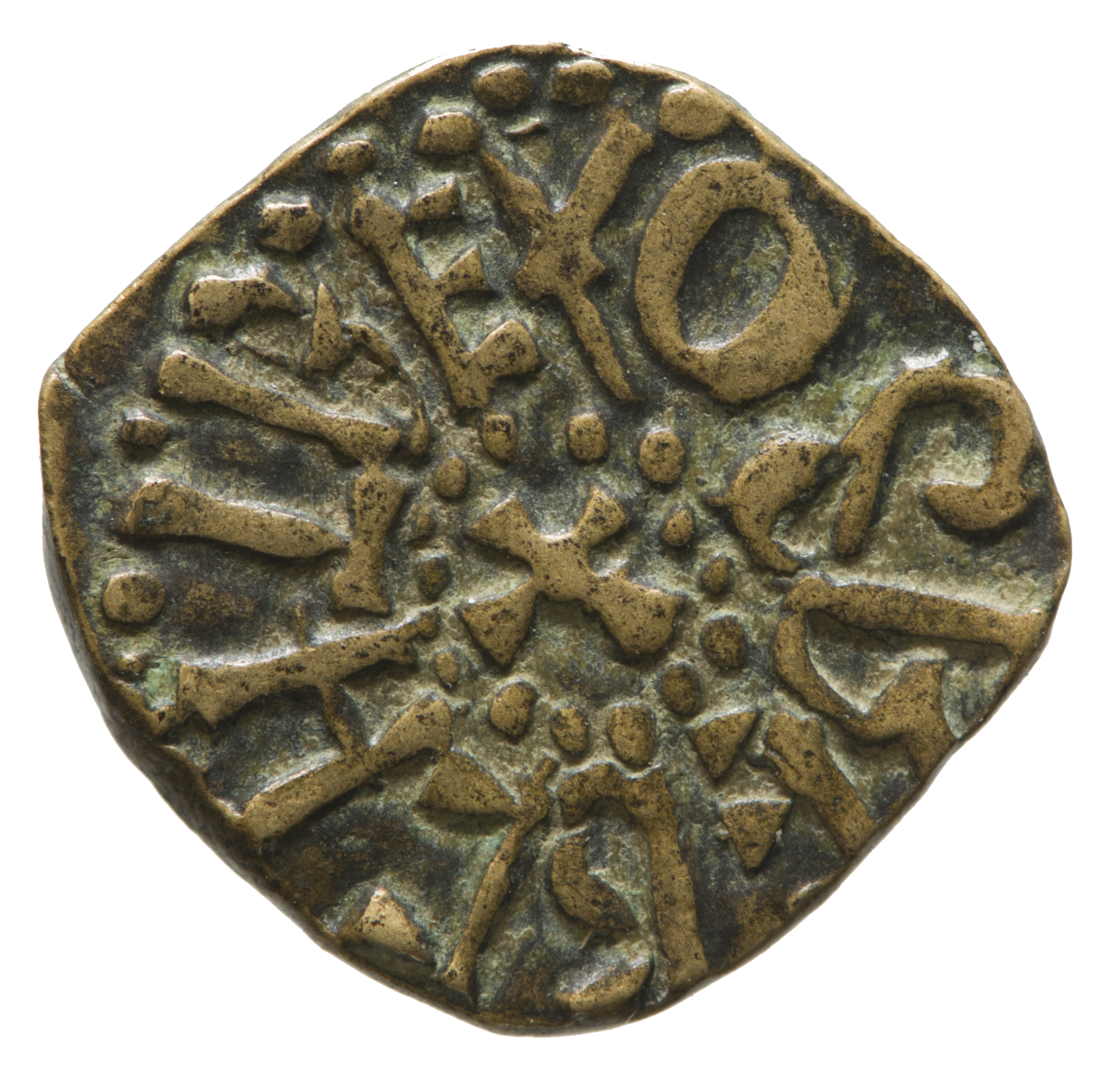
Testa di una styca in lega di rame dedicata a re Osbeorht (YORYM 2001 3265)

Quando la moneta (in contrapposizione al baratto) riacquistò popolarità alla fine del 600, essa presentava in Northumbria i nomi dei re, ragion per cui se ne deduce il controllo reale della valuta. La valuta emessa dalla corona rimase l'unica sull'isola della Gran Bretagna per molto tempo. Fu re Aldfrith (685-705) a coniare le prime monete d'argento della Northumbria, probabilmente a York. La successiva monetazione reale recava il nome di Edberto (738-758), così come di suo fratello, l'arcivescovo Egberto. Si trattava perlopiù di piccoli sceatta d'argento, più adatte a piccole transazioni quotidiane rispetto a monete d'oro franchi o romane più grandi. Durante il regno di Eanred, la percentuale d'argento diminuì, fino a quando non si produssero in lega di rame e divennero conosciute come styca, un termine la cui etimologia resta incerta. Gli styca rimasero in uso in tutto il regno almeno fino all'860 e forse anche dopo. Monete di valore maggiore (bullion) si presentavano sotto forma di lingotti d'argento (si pensi all'insieme di reperti inclusi nel tesoro di Bedale), insieme ad accessori per spade e collane in oro e argento.

## Cultura

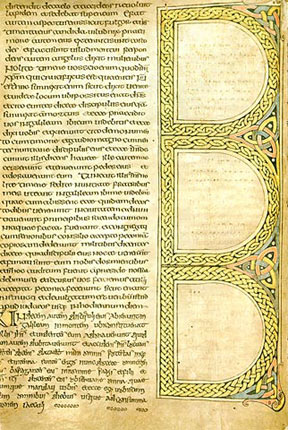
Il colophon al Vangelo di Matteo dal Frammento del Vangelo di Durham, con motivi intrecciati zoomorfi

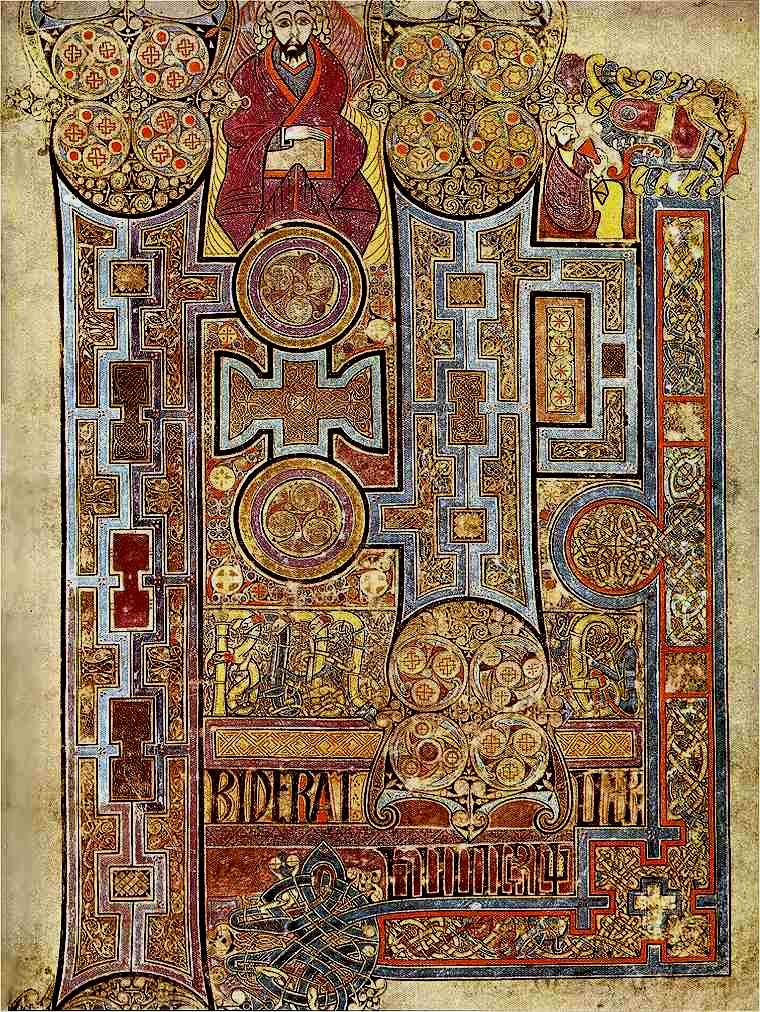
Il Libro di Kells, (folio 292r), 800 circa, che mostra il testo di apertura riccamente decorato del Vangelo di Giovanni

La cultura cristiana della Northumbria, alimentata dalle influenze del continente e dell'Irlanda, promosse un'ampia gamma di opere letterarie e artistiche. Il culmine di quest'espressione culturale è stato felicemente sintetizzato da alcuni storici con la massima "età dell'oro della Northumbria".

### Arte insulare
Assieme ai monaci irlandesi che si prodigarono per convertire la Northumbria al cristianesimo e che fondarono monasteri come Lindisfarne, giunse uno stile di produzione artistica e letteraria. A Edfrito di Lindisfarne si deve l'Evangeliario di Lindisfarne, ultimato in stile insulare.
I monaci irlandesi portarono con sé un'antica tradizione decorativa celtica di forme curvilinee di spirali, volute e curve doppie. Questo stile è stato integrato con l'ornamento astratto della tradizione anglosassone pagana nativa della lavorazione dei metalli, caratterizzata dalla sua colorazione brillante e dai modelli di intreccio zoomorfo.
L'arte insulare, ricca di simbolismo e significato, si contraddistingue per l'attenzione al disegno geometrico piuttosto che alla rappresentazione naturalistica, l'amore per alcune geometrie colorate e l'uso di complessi motivi intrecciati. Tutti questi elementi traspaiono dai Vangeli di Lindisfarne, dell'inizio dell'VIII secolo. Lo stile insulare giunse in seguito anche oltremanica, esercitando una grande influenza sull'arte dell'impero carolingio.
L'uso dello stile insulare non si limitava alla produzione di manoscritti e alla lavorazione dei metalli, emergendo altresì in sculture quali la croce di Ruthwell e la croce di Bewcastle. La devastante incursione vichinga ai danni di Lindisfarne nel 793 segnò l'inizio di un secolo di invasioni che limitarono gravemente la produzione e la sopravvivenza della cultura materiale anglosassone. Questo evento coincise con il declino della Northumbria quale centro culturale propulsivo, sebbene negli anni immediatamente successivi vennero realizzate ancora delle opere di una certa fattura come la croce di Easby.

### Letteratura

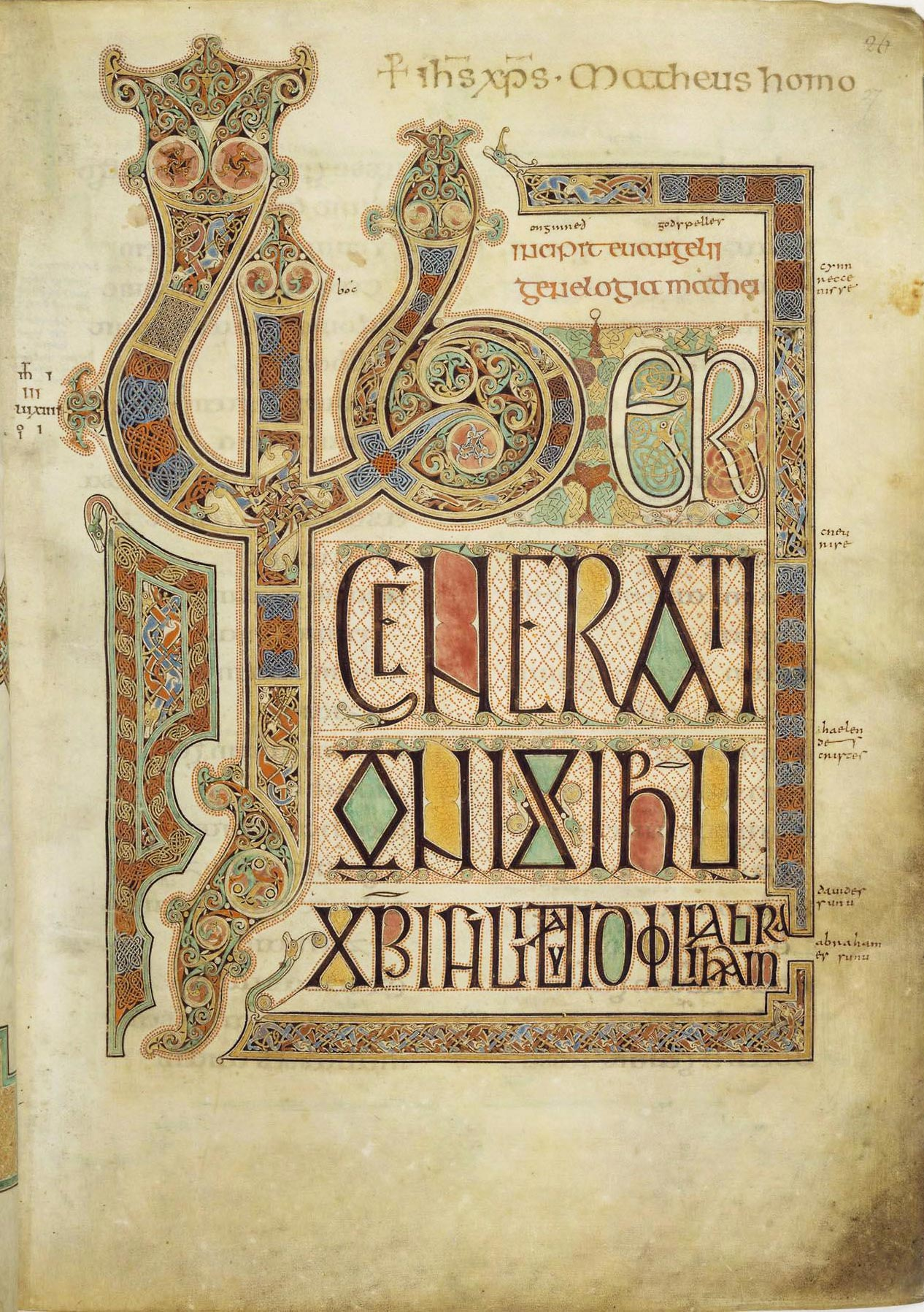
Una pagina dell'evangeliario di Lindisfarne del 700 circa, con linee zoomorfe

Beda il Venerabile (673-735) resta l'autore più famoso del periodo anglosassone originario della Northumbria. La sua Historia ecclesiastica gentis Anglorum (Storia ecclesiastica del popolo inglese, completata nel 731) costituì un modello per gli storici successivi, anche perché fonte di informazioni altrimenti non reperibili, tra le altre, sulla Northumbria. Due ulteriori motivazioni per cui era assai conosciuta la fatica di Beda riguardava la proposizione delle sue opere teologiche e i racconti in versi e in prosa di agiografie. Dopo il sinodo di Whitby, il peso e l'influenza del continente europeo acquisirono valore nella cultura della Northumbria. Alla fine dell'VIII secolo, lo scriptorium presso Monkwearmouth-Jarrow produceva manoscritti delle sue opere molto richiesti oltremanica.
La Northumbria fu anche la patria di diversi poeti cristiani anglosassoni. Cædmon visse nel monastero doppio di Streonæshalch (abbazia di Whitby) durante la fase di gestione (657–680) di santa Ilda (614-680). Secondo Beda, la donna "era solita comporre versi religiosi traendo spunto dalle Sacre Scritture, in maniera tale che si trasformassero in espressioni poetiche dalla grande dolcezza e umiltà in inglese, ovvero la sua lingua madre. Grazie ai suoi versi, le menti di molti finivano spesso per disprezzare il mondo e aspirare al cielo". La sua unica opera sopravvissuta resta l'inno di Cædmon. Cynewulf, prolifico autore de Il destino degli Apostoli, Juliana, Elene e Cristo II, si crede sia stato della Northumbria o della Mercia.

### Commistione culturale anglo-scandinava
A partire dall'800 circa, le ondate di incursioni danesi cominciarono a terrorizzare gli abitanti delle coste delle isole britanniche. I danesi riuscirono comunque a portare nuove opportunità di ricchezza e commercio. Nell'865, invece di razziare, i danesi sbarcarono alla testa di un grande esercito nell'Anglia orientale e conquistarono un territorio divenuto noto come Danelaw, inclusa la Northumbria, entro l'867. All'inizio, la minoranza scandinava, sebbene politicamente potente, rimase culturalmente distinta dalla popolazione inglese. Ad esempio, solo poche parole scandinave, per lo più militari e tecniche, confluirono nel dizionario di inglese antico. All'inizio del 900, tuttavia, i nomi di origine scandinava sia per le persone che per i luoghi divennero sempre più popolari, così come gli ornamenti danesi sulle opere d'arte, con aspetti della mitologia norrena e figure di animali e guerrieri. Tuttavia, sporadici riferimenti ai "danesi" nelle mappe, nelle cronache e nelle leggi indicano che durante la vita del regno di Northumbria, la maggioranza degli abitanti dell'Inghilterra nord-orientale non si considerava danese e non era percepita come tale da altri anglosassoni.

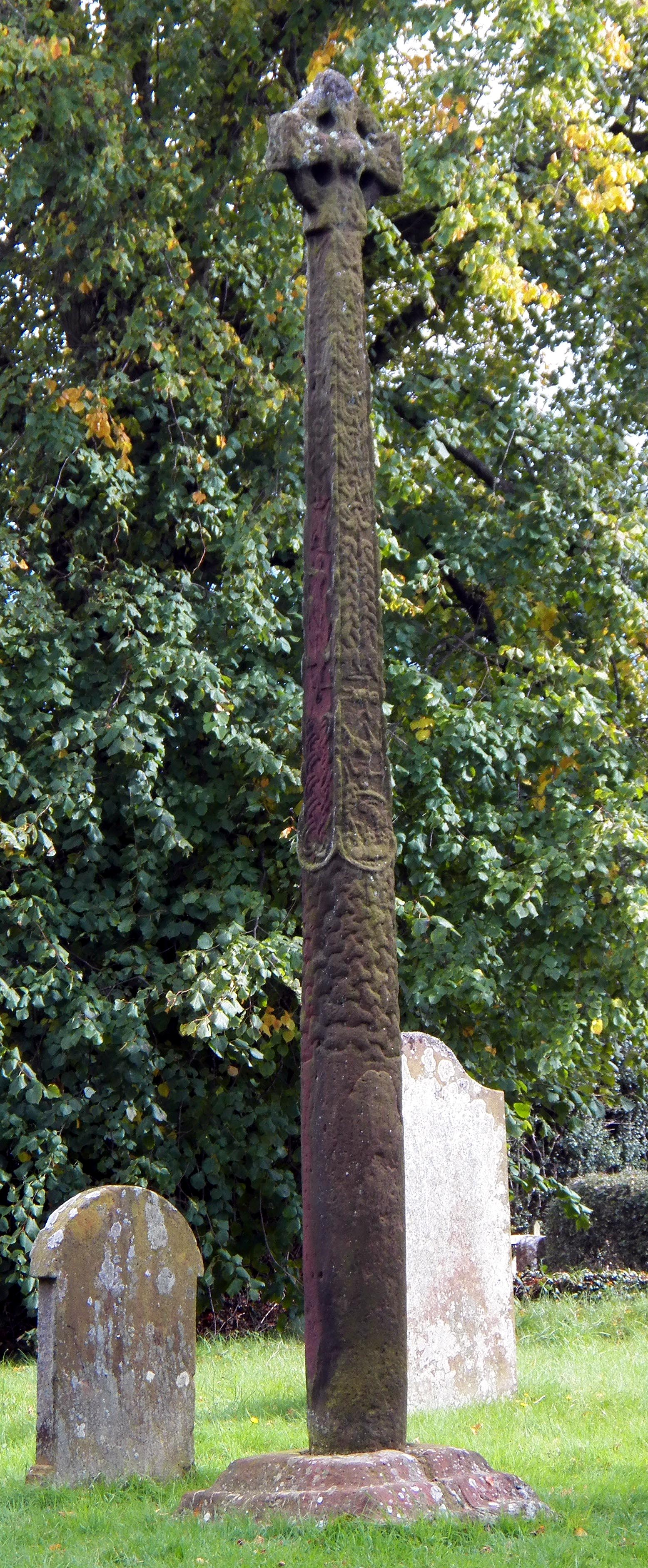
La croce di Gosforth vista da nord ovest

La sintesi di motivi visivi anglosassoni e scandinavi, cristiani e pagani all'interno del Danelaw emerge se si esaminano le sculture in pietra. Tuttavia, la tradizione di mescolare motivi pagani e cristiani non appare esclusiva del Danelaw. Il cofanetto Franks, che si ritiene sia stato ultimato in Northumbria, include rappresentazioni di leggende germaniche e storie della fondazione della Chiesa romana e romana ed è datato all'inizio dell'VIII secolo. La croce di Gosforth, risalente all'inizio del X secolo, è alta 4,4 metri ed è riccamente decorata con intagli di animali mitici, divinità norrene e simbolismo cristiano. La scultura in pietra non era una pratica della cultura scandinava nativa e la proliferazione di monumenti in pietra all'interno del Danelaw mostra l'influenza che gli inglesi ebbero sui coloni vichinghi. Su un lato della croce di Gosforth è raffigurata la Crocifissione, mentre dall'altra scene del Ragnarok. La fusione di queste culture religiose distintive può essere ulteriormente vista nella rappresentazione di Maria Maddalena in veste di valchiria, con un vestito lungo e una lunga treccia. Sebbene si possa interpretare l'iconografia come il trionfo del cristianesimo sul paganesimo, è plausibile che nel processo di graduale conversione i vichinghi abbiano inizialmente accettato il dio cristiano come un'aggiunta all'ampio pantheon degli dei pagani. L'inclusione delle tradizioni pagane nella cultura visiva riflette la creazione di una cultura distintiva anglo-scandinava. Di conseguenza, ciò indica che la conversione non solo richiedeva un cambiamento nella fede, ma richiedeva anche la sua assimilazione, integrazione e modifica nelle strutture culturali esistenti.

## Lingue
Al tempo di Beda, si contavano cinque idiomi in Gran Bretagna: inglese, brittonico, irlandese, pittico e latino. Il northumbriano era uno dei quattro distinti dialetti di antico inglese conosciuti, insieme a quello merciano, a quello sassone occidentale e a quello del Kent. L'analisi di testi scritti, spille, rune e altre fonti disponibili mostra che la pronuncia delle vocali della Northumbria differiva da quella sassone occidentale. Sebbene i prestiti presi in prestito dalle lingue celtiche, come la lingua dei britanni, e l'antico irlandese dei missionari irlandesi, nell'antico inglese fossero pochi, alcuni toponimi come Deira e Bernicia devono l'origine alla cultura celtica. Oltre alle cinque lingue presenti ai tempi di Beda, nel IX secolo si andò ad aggiungere il norreno. Ciò si doveva agli insediamenti degli scandinavi nel nord e nell'est dell'Inghilterra, un'area che divenne il Danelaw. L'idioma ebbe invero una forte influenza sul dialetto della Northumbria. Questi coloni conferirono alla regione molti toponimi dalla loro lingua, oltre a contribuire al vocabolario, alla sintassi e alla grammatica dell'inglese antico. Le somiglianze nel vocabolario di base tra l'antico inglese e il norreno potrebbero aver portato all'abbandono delle loro diverse desinenze flessive. Il numero di termini presi in prestito è stimato con sicurezza intorno a 900 in inglese standard, ma sale a migliaia in alcuni dialetti.